# Jens Tschiedel
Jens Tschiedel (1968. augusztus 5. –) német labdarúgóhátvéd.

## Pályafutása
Tschiedel vestfáliai születésű. Labdarúgó pályafutását a Bayer Leverkusen tartalékcsapatában kezdte. Később a Bundesliga 2. osztályában az FC Gütersloh és az 1. FC Union Berlin csapatában játszott. Szerepe volt az Union Berlin csapatának a Regionalliga Nord-ból való feljutásában.